# جيوفري مارتن
جيوفري مارتن (بالإنجليزية: Geoffrey Martin)‏ (7 مارس 1896 في أستراليا - 7 مارس 1968) هو لاعب كريكت أسترالي. لعب مع فريق تسمانيا للكريكت.

## وصلات خارجية
- جيوفري مارتن على موقع إي آس بي آن كريك إنفو (الإنجليزية)